# Homes sota el Sol
Homes sota el Sol (àrab: رجال في الشمس, Rijāl fī-x-xams) és una novel·la de l'escriptor palestí i activista polític Ghassan Kanafani (1936–1972), publicada per primera vegada el 1963. Ha estat traduïda a moltes llengües; en 2009 n'aparegué la versió catalana, traduïda de l'àrab per Anna Gil Bardají. La seva descripció dels tràngols i inseguretat de la vida dels refugiats palestins i el seu rerefons polític i psicològic (criticant subtilment la corrupció, el derrotisme i la passivitat política dins de la societat àrab i palestina) va tenir un fort impacte en el debat cultural i polític àrab del seu temps. A més a més, utilitza estructures narratives modernes i metodologia de conte, poc habituals fins aleshores a la novel·lística àrab.

## Resum
Homes sota el Sol narra la història de tres refugiats palestins que estan buscant la manera de viatjar des dels camps de refugiats dins Iraq, on no poden trobar feina, a Kuwait, on esperen trobar feina com a peons en el boom del petroli. Els tres homes acorden amb l'empleat d'una botiga local ser introduïts il·legalment a Kuwait per un conductor. Els homes són tractats sense miraments i són humiliats en el procés, d'aquesta manera, una vegada tanquen el tracte, són forçats a pujar al darrere del camió a través del desert seguint el camí que els portarà a Kuwait. Per travessar els diversos punts de control que els separen del seu destí, el conductor diu al tres homes que s'amaguin al tanc d'aigua del camió cisterna, al bell mig de la calor sufocant del desert del migdia, mentre el conductor s'encarrega de la paperassa per poder passar. Finalment, després de passar per l'últim punt de control, estant ja molt a prop del seu destí, Kuwait, el conductor obre el tanc per deixar sortir els homes, amb la mala fortuna de no trobar-los vius.

## Versió cinematogràfica
Homes sota el Sol ha estat portada al cinema com Al-Makhduun (‘L'enganyat’ o ‘L'enredat’), pel director egipci Tawfiq Saleh una dècada més tard de la publicació del llibre, el 1973. La pel·lícula difereix de la novel·la en el seu final, per decisió del director, que volia mostrar que aquest s'havia d'adaptar al seu temps, mostrant que els palestins sí que van resistir, ja que en l'escena final aquests donen cops a la cisterna, mentre a la novel·la moren en silenci. «Una pel·lícula amb el desenllaç igual que el de la novel·la hagués estat incongruent en un moment en què els moviments de resistència palestins estaven ja establerts». L'Organització per l'Alliberament de Palestina (OLP) i el Front Popular per l'Alliberament de Palestina van ser fundats el 1964 i el 1967, respectivament. La pel·lícula va ser prohibida en diversos països àrabs a causa de les seves crítiques als seus governs.